# Geophis nigrocinctus
Geophis nigrocinctus este o specie de șerpi din genul Geophis, familia Colubridae, descrisă de Duellman 1959. Conform Catalogue of Life specia Geophis nigrocinctus nu are subspecii cunoscute.